# 塔馬拉克鎮區 (明尼蘇達州馬歇爾縣)
塔馬拉克鎮區（英語：Tamarac Township）是位於美國明尼蘇達州馬歇爾縣的一個行政鎮區。

## 地方資料
塔馬拉克鎮區的面積為91.37平方千米，皆為陸地。根據2020年美國人口普查的數據，當地共有人口72人，而人口密度為每平方千米0.79人。